# Schloss Ludwigsburg (Vorpommern)

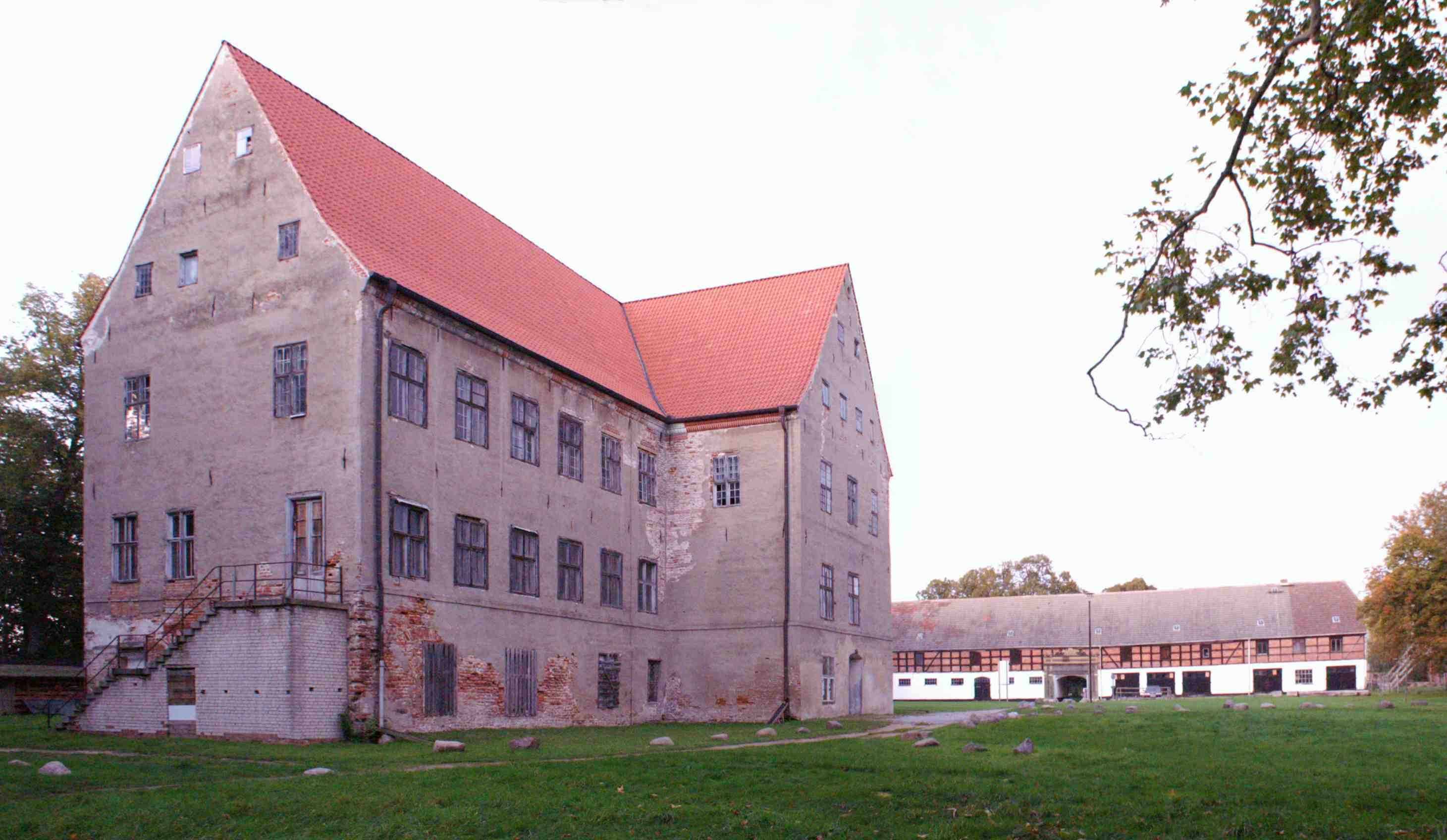
Schloss Ludwigsburg

Das Schloss Ludwigsburg befindet sich im Ortsteil Ludwigsburg der Gemeinde Loissin im Landkreis Vorpommern-Greifswald. Es gehört neben dem Schloss Ueckermünde und dem Stettiner Schloss zu den letzten vorhandenen Renaissancebauten der pommerschen Herzöge und ist als einziges weitgehend im Original erhalten.

## Geschichte

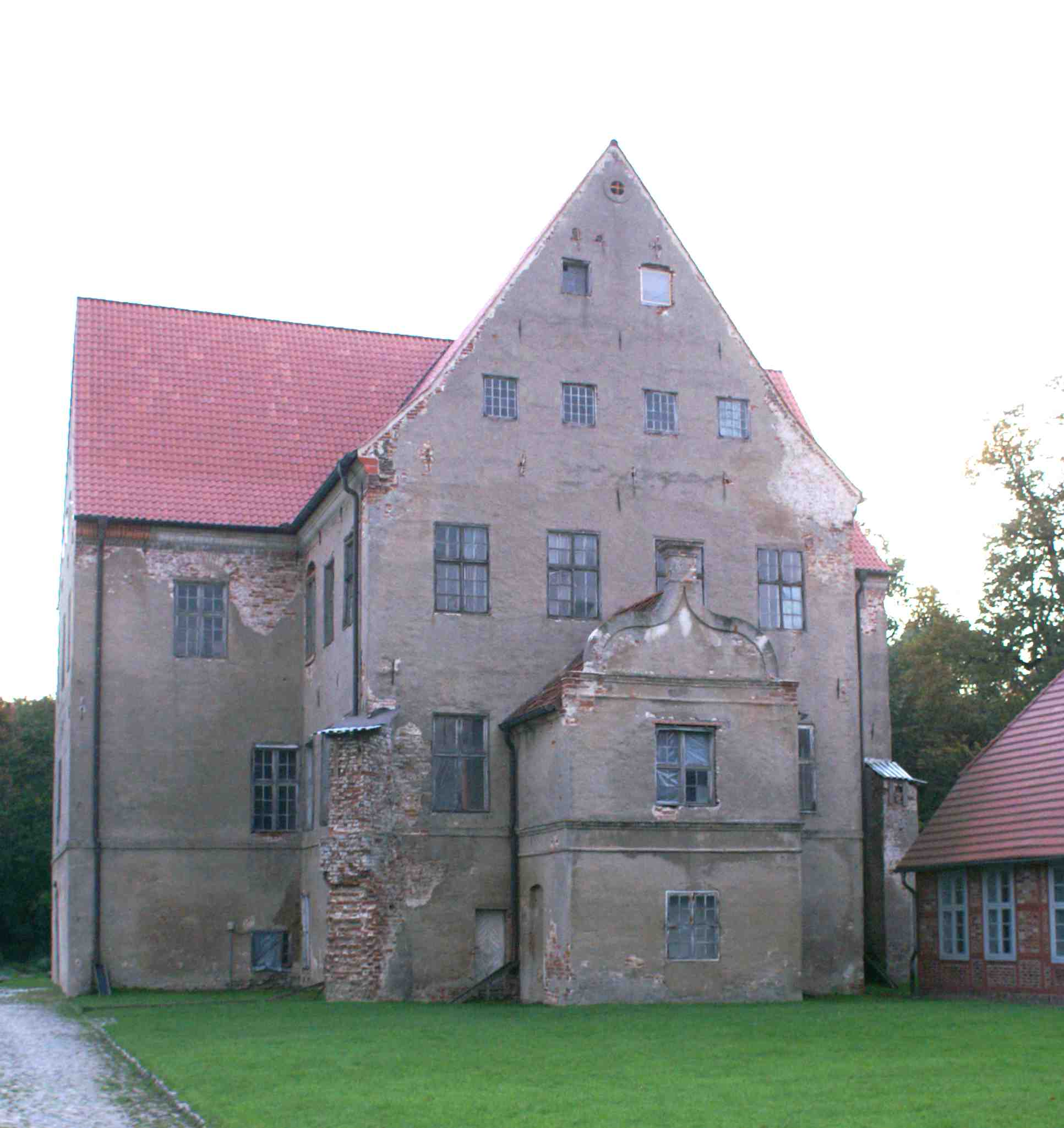
Ostgiebel

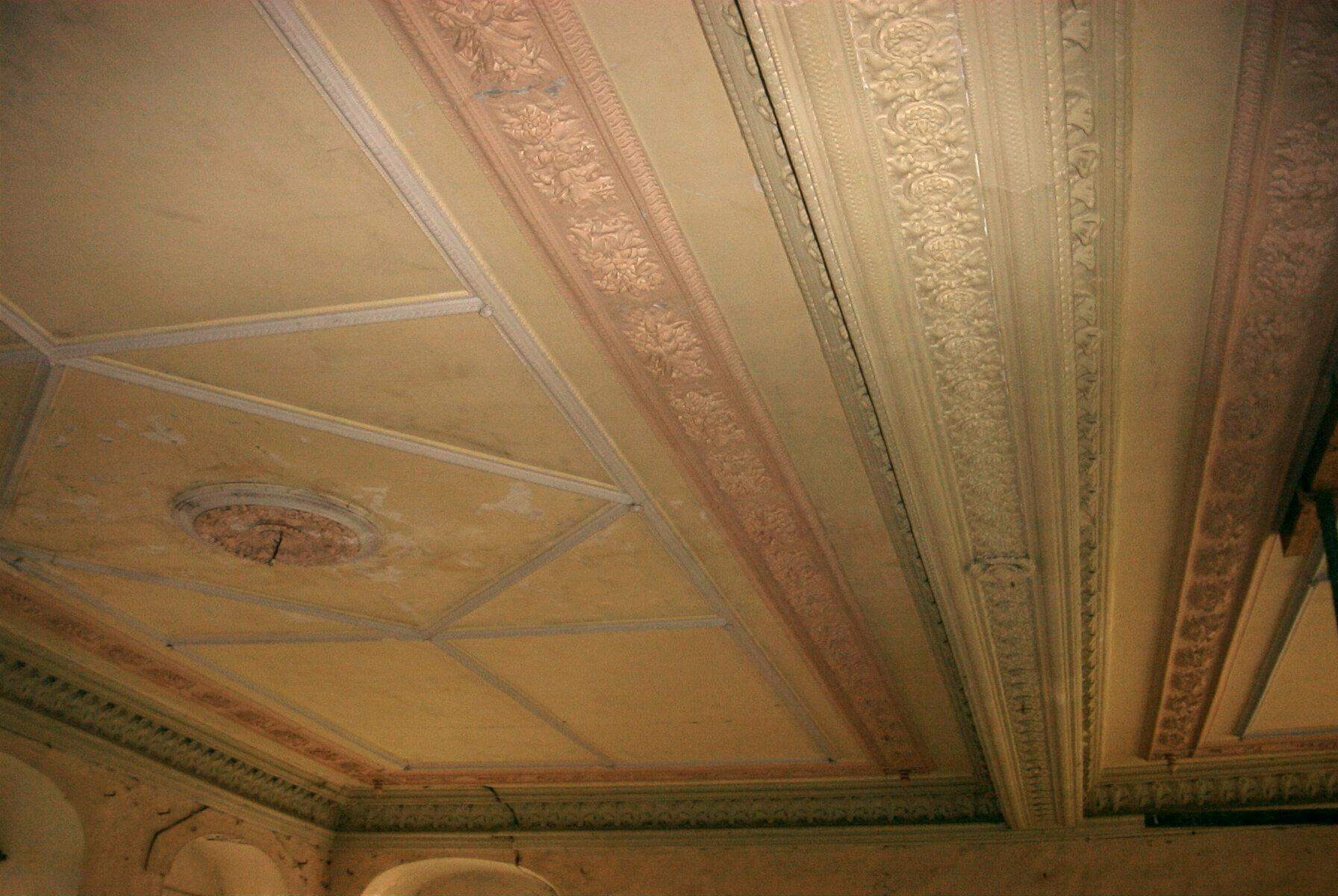
Decke mit Stuck und Ausmalung

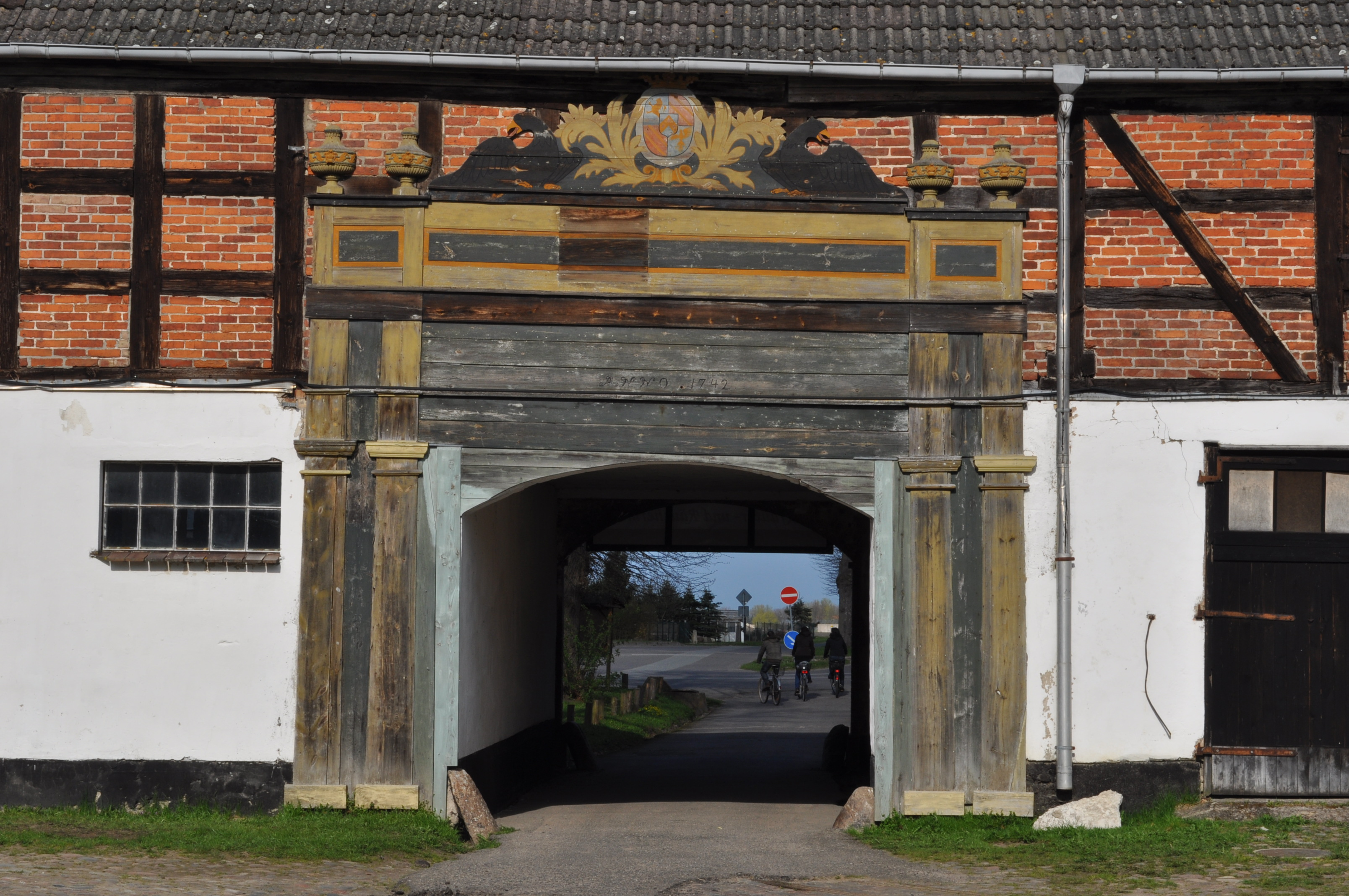
Innenseite des Torhauses mit Wappen Müller von der Lühne

Herzog Ernst Ludwig von Pommern-Wolgast schenkte seiner Ehefrau Sophia Hedwig von Braunschweig-Wolfenbüttel im Jahr 1586 den aus dem säkularisierten Besitz des Klosters Eldena stammenden Ort Dersim (Darsim). Dazu erhielt Sophia Hedwig 1000 Gulden, um sich ein Schloss mit dazugehörigem Gut errichten zu können. Nach dem Tod Ernst Ludwigs im Jahr 1592 ließ sie den Ort zunächst in ‚ Ludwigs-Hoff, später zu Ludwigsburg umbenennen. Sie richtete hier einen fürstlichen Hof und ein Ackerwerk ein. 1615 musste sie das Schloss aufgeben, das daraufhin in den Besitz ihres Sohnes, Herzog Philipp Julius von Pommern-Wolgast, überging. Nach dessen Tod 1625 erhielt sie den lebenslangen Nießbrauch.
Während des Dreißigjährigen Kriegs erlosch das Herzogshaus in der männlichen Linie. 1627 verschrieb Herzog Bogislaw XIV. das Schloss seiner Schwester Anna von Croÿ, die es 1631 erhielt. Sie verkaufte es 1650 an den in schwedischen Diensten stehenden Generalmajor und Stadtkommandanten von Greifswald, Burchard Müller von der Lühne. Dieser war am 18. Dezember 1650 für seine Verdienste unter Gustav II. Adolf in den schwedischen Adelsstand erhoben worden. Ab 1650/51 ließ er die durch den Krieg teils zerstörte Residenz wieder ausbauen und dem zeitgenössischen Geschmack anpassen. Die Familie Müller von der Lühne behielt Schloss und Gut rund 100 Jahre, bis es 1747 in den Besitz des Kanzlers und Regierungsrats Philipp Ernst von Horn gelangte.
1776 wurde das Anwesen versteigert und vom schwedischen Obristleutnant Friedrich Ernst Sebastian von Klinkowström erworben, der Ende des 18. Jahrhunderts einen spätbarocken Park mit Staffagebauten anlegen ließ. Das Schloss wurde unter ihm umfassend im Stil des louis-seize renoviert. Seine Söhne, der spätere Maler Friedrich August und Karl, wurden hier geboren.
1810 wurde Schloss Ludwigsburg an den Greifswalder Kaufmann Johann Philipp Hermann Weißenborn veräußert. Die Familie Weißenborn ließ im 19. Jahrhundert mehrere Umbauten durchführen und den Park erweitern. Bis 1908 dient das Gebäude nur als Sommersitz, erst die Installation einer Zentralheizung und von elektrischem Licht in den Jahren 1906 bis 1908 ermöglichte eine ganzjährige Nutzung. Während des Zweiten Weltkriegs diente das Gebäude als Depot für ausgelagerte Zeitungsarchive. Nach dem Krieg wurden die geflüchteten Weißenborns enteignet. Das Schloss, dessen Einrichtung Plünderern zum Opfer gefallen war, kam 1946 in den Besitz der Gemeinde, die hier Flüchtlinge und Umsiedler unterbrachte. Durch unsachgemäße Renovierungen und mangelnde Erhaltungsmaßnahmen kam es in der Folgezeit zu Beschädigungen am Gebäude. In den 1970er Jahren wurden die Wohnräume leergezogen. Im Kellergewölbe war bis zur Wende die Werkküche der örtlichen LPG untergebracht und der Festsaal wurde als Kino genutzt.
1991 wurde das Schloss von der Familie Weißenborn wieder erworben. Die Wirtschaftsgebäude werden seit 1998 von einem Förderverein genutzt, der auch die Sanierung des Schlosses und die weitere Rekonstruktion des 3,5 Hektar großen Landschaftsparks zum Ziel hat. Am 18. Mai 2002 eröffnete eine ständige Ausstellung zur Geschichte des Schlosses und zur Gutshofanlage. Das Schloss kann zu den Öffnungszeiten besichtigt werden.
Ein Nutzungskonzept des Regionalen Planungsverbands Vorpommern aus dem Jahr 2015 sah die Nutzung des von Leerstand und Verfall gekennzeichneten Ensembles als zukünftiges Künstler- und Gästedomizil vor. Hierzu sollte eine Stiftung Schloss Ludwigsburg gegründet werden, bei der unter anderen Akteuren die Stadt Greifswald vertreten sein sollte.
Im Dezember 2017 beschloss die Landesregierung von Mecklenburg-Vorpommern die Sanierung von Schloss Ludwigsburg und die künftige Nutzung als Museum unter dem Mantel der Stiftung Pommersches Landesmuseum. Alle drei Eigentümer haben zugesagt, ihren Anteil zu einem symbolischen Preis an das Land und die Stiftung Pommersches Landesmuseum zu verkaufen.
Im November 2018 beschloss der Haushaltsausschuss des Bundestages, die Sanierung des Schlosses Ludwigsburg mit 20 Millionen Euro zu fördern. Der Bund verlangt jedoch als Voraussetzung, dass das Land Eigentümer des gesamten Areals wird.

## Anlage
Schloss Ludwigsburg ist ein dreigeschossiges zwölfachsiges Gebäude mit geputzter Fassade. Auf der nördlichen und südlichen Seite befinden sich jeweils östlich der Fassadenmitte dreiachsige Risalite. Sowohl der Hauptflügel als auch die anderen Gebäudeteile besitzen Satteldächer.
Wie eine Inventarliste aus dem Jahr 1620 aufzeigt, besaß das Gebäude ursprünglich nur zwei Etagen. Zu dieser Zeit befanden sich im Gewölbe des Untergeschosses die Wirtschaftsräume, ein großer Speisesaal, eine Kirchstube sowie herzogliche Wohnräume. Im Obergeschoss waren die Räume der Schreiber, Junker und des Hofmeisters. Außerdem befanden sich hier weitere Schlafräume und ein Tanzboden.
Wann das Schloss um ein zweites Obergeschoss erweitert wurde, ist nicht bekannt. Möglicherweise stammen die vorhandene bemalte Balkendecke und die Wandbemalung im zweiten Obergeschoss des Südflügels aus der Amtszeit von Burchard Müller von der Lühne. Auch eine Stuckdecke in einem Raum des ersten Obergeschosses soll aus dieser Zeit stammen. Handbemalte Landschaftstapeten aus der zweiten Hälfte des 18. Jahrhunderts werden dem Sohn des Schlossbesitzers von Klinckowström, Friedrich August, zugeschrieben.
Die Familie Weissenborn ließ 1860 eine zweigeschossige Veranda mit Freitreppe im neugotischen Stil vor den südlichen Risaliten bauen, die 1964 wegen Baufälligkeit wieder entfernt werden musste. Im ersten Obergeschoss wurde ein Festsaal eingerichtet.
Östlich und südlich des Schlosses befindet sich eine etwa 3 Hektar große ehemalige Gutsanlage, von der noch mehrere Gebäude erhalten sind. Bemerkenswert ist dabei die Torscheune, über deren Durchfahrt an der Hofseite im Jahre 1742 ein Schmuckportal mit dem Freiherrnwappen der Familie Müller von der Lühne angebracht wurde.
Vom spätbarocken Park ist noch die etwa 100 Meter lange Lindenallee erhalten, die die Mittelachse bildete. Der Apollotempel, ein klassizistischer Rundpavillon, wurde 1974 wegen Baufälligkeit abgerissen. Er stand auf einem Hügel, dem sogenannten „Tempelberg“, von dem aus noch im 18. und 19. Jahrhundert ein ungehinderter Blick auf die Dänische Wiek möglich war.